# 天王貯水池

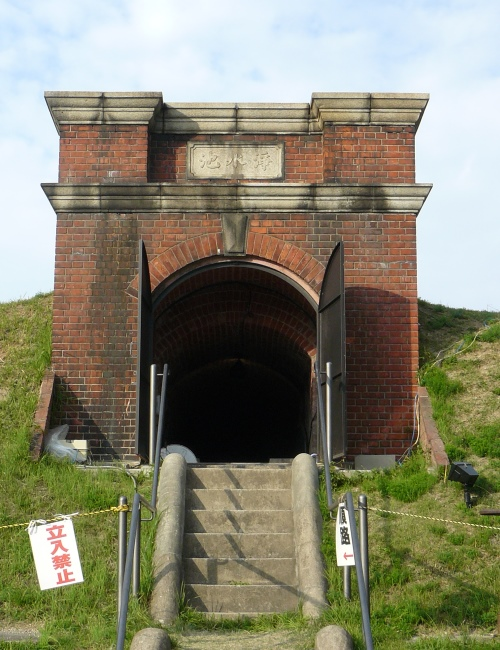
旧天王貯水池 一般公開時の撮影

天王貯水池（てんおうちょすいち）は、かつて大阪府堺市堺区中三国ケ丘町にあった貯水池。
現在は遺構が保存され、旧天王貯水池として国の登録有形文化財に登録されている。

## 概要・歴史
明治43年（1910年）に堺市街地としては初めての上水道施設として建設された煉瓦及びコンクリート造の貯水池である。創設当時、通常時の堺市への配水は、浅香山浄水場からポンプで送水していたが、堺市の需要量が多く、余裕がある場合に貯水し、不足する場合や非常時に十分に配水できる量を貯水する能力をもった構造の貯水池として建設された。全国では12番目として建設されている。人口6万人規模の給水を行うため、総面積662m2の貯水規模だった。
直射日光を遮り雑菌の繁殖を抑えるために貯水槽の周囲に土が盛り上げられている。点検用の通路を挟んで2つの貯水槽が設けられた。それぞれの貯水槽は5つの区画に区切られ、スパン約3.6mの煉瓦造のヴォールト架構で覆われている。凱旋門風のデザインが施された点検用の出入口がある。このデザインと施工技術は建築学的価値が高いとされ、上水道の歴史上でも貴重なものと考えられている
。設計には大阪府が指導にあたったと考えられている
。
昭和37年（1962年）に使用が停止された。
その後、堺市は、貯水池を看護学校建設予定地にする構想を発表。しかし保存運動が起こり、「貴重な文化遺産」等の見解を「三国ケ丘地域の自然と環境を守る会」が提出。昭和58年11月に堺市は建設中止を表明した。

## 自然
盛り土で覆われた草地は、日本在来種の草の花や実が確認でき、チョウ・トンボ・鳥たちが生息している。
春には日本の山桜が見られる。

## 施設情報
- 所在地：大阪府堺市堺区中三国ヶ丘町3-78-1（北緯34度34分26.0秒 東経135度29分23.3秒 / 北緯34.573889度 東経135.489806度）
  - 南海高野線　堺東駅から徒歩約6分。反正天皇陵の近く。年に2度、一般公開される。
- 構造：煉瓦及びコンクリート造
- 設計：野口広衛
- 登録有形文化財第27-0141号
  - 登録年月日：2001年（平成13年）8月28日

## ギャラリー

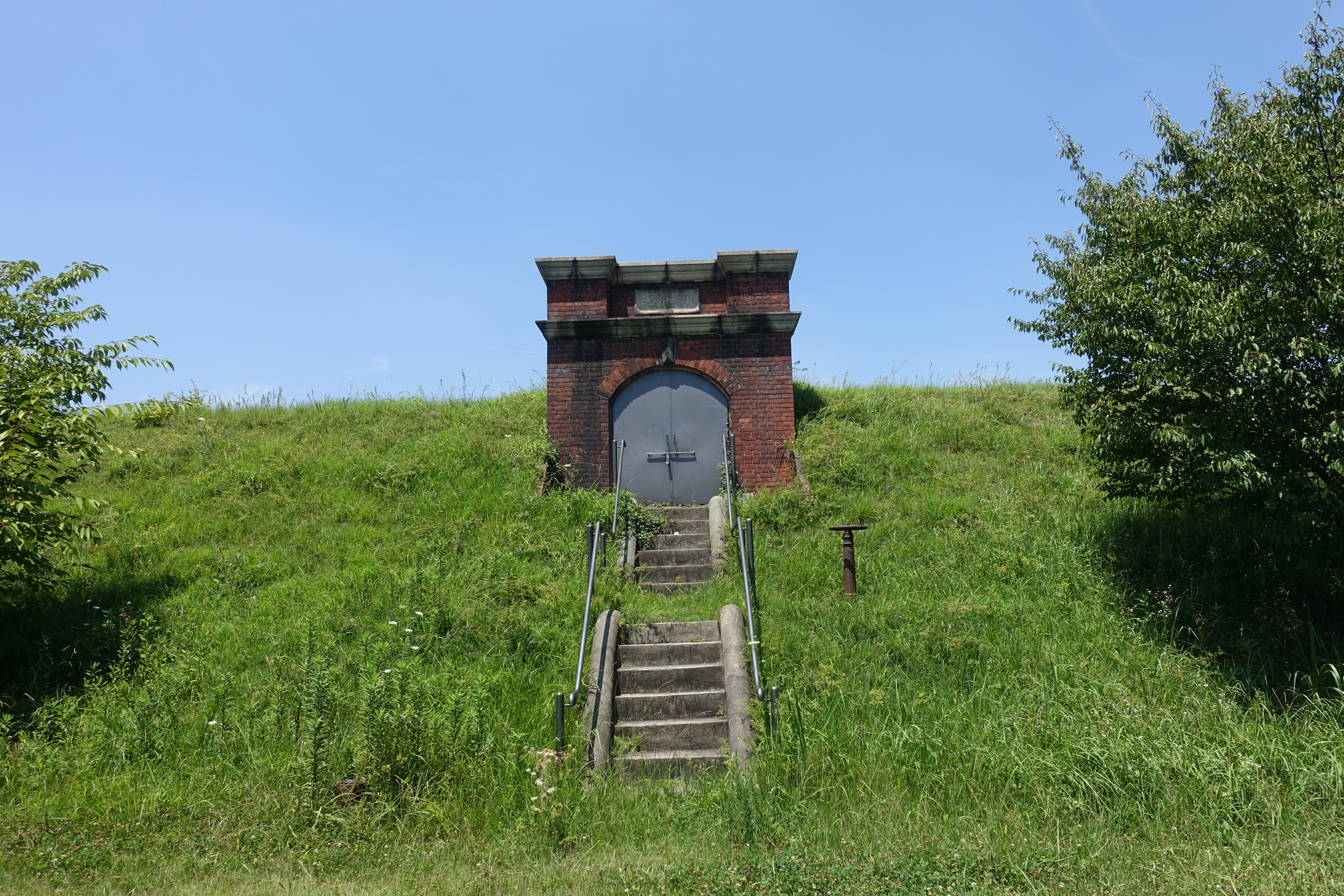
旧天王貯水池正面
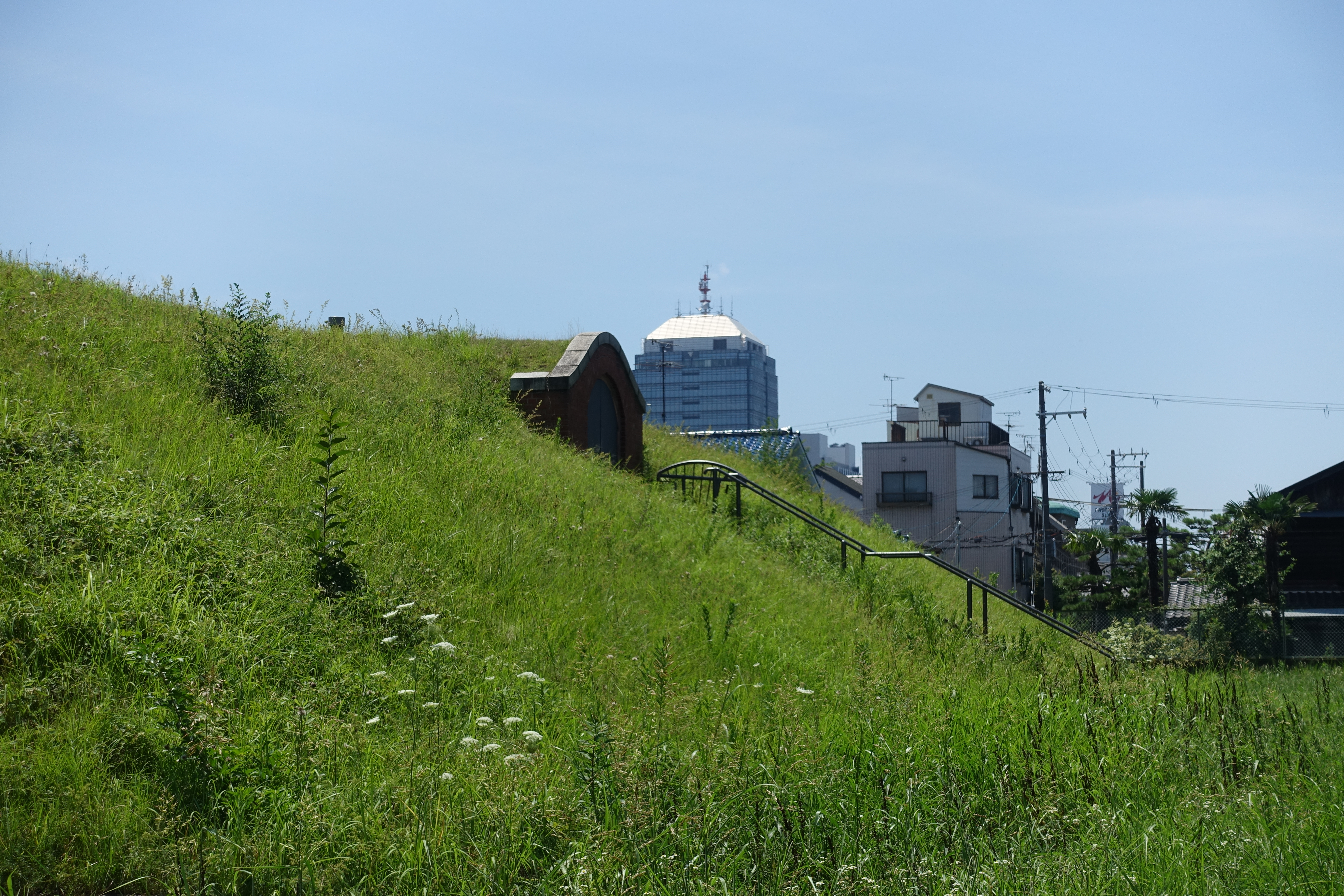
旧天王貯水池の入口と反対側の写真
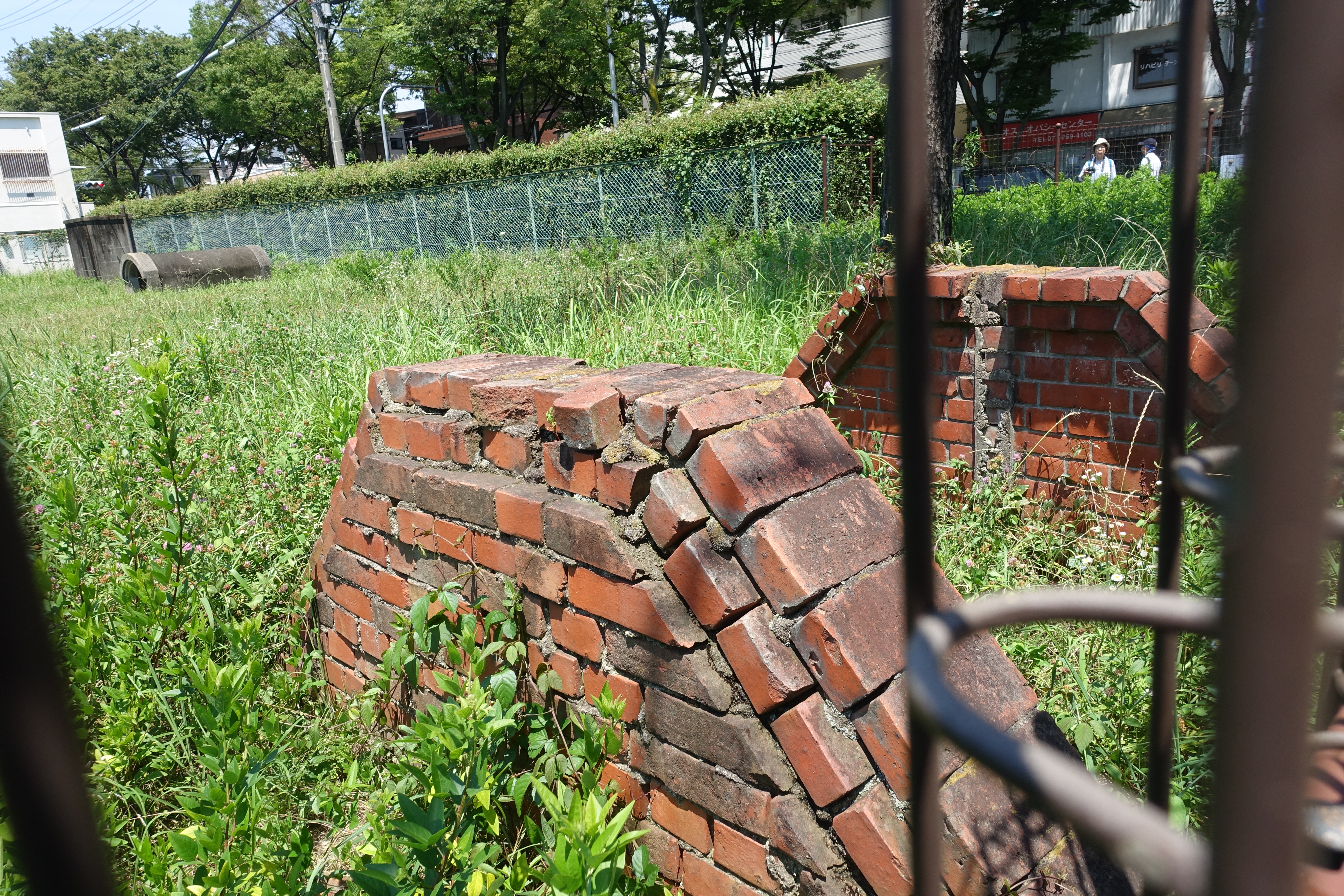
旧天王貯水池エリア内(入口跡と水管)
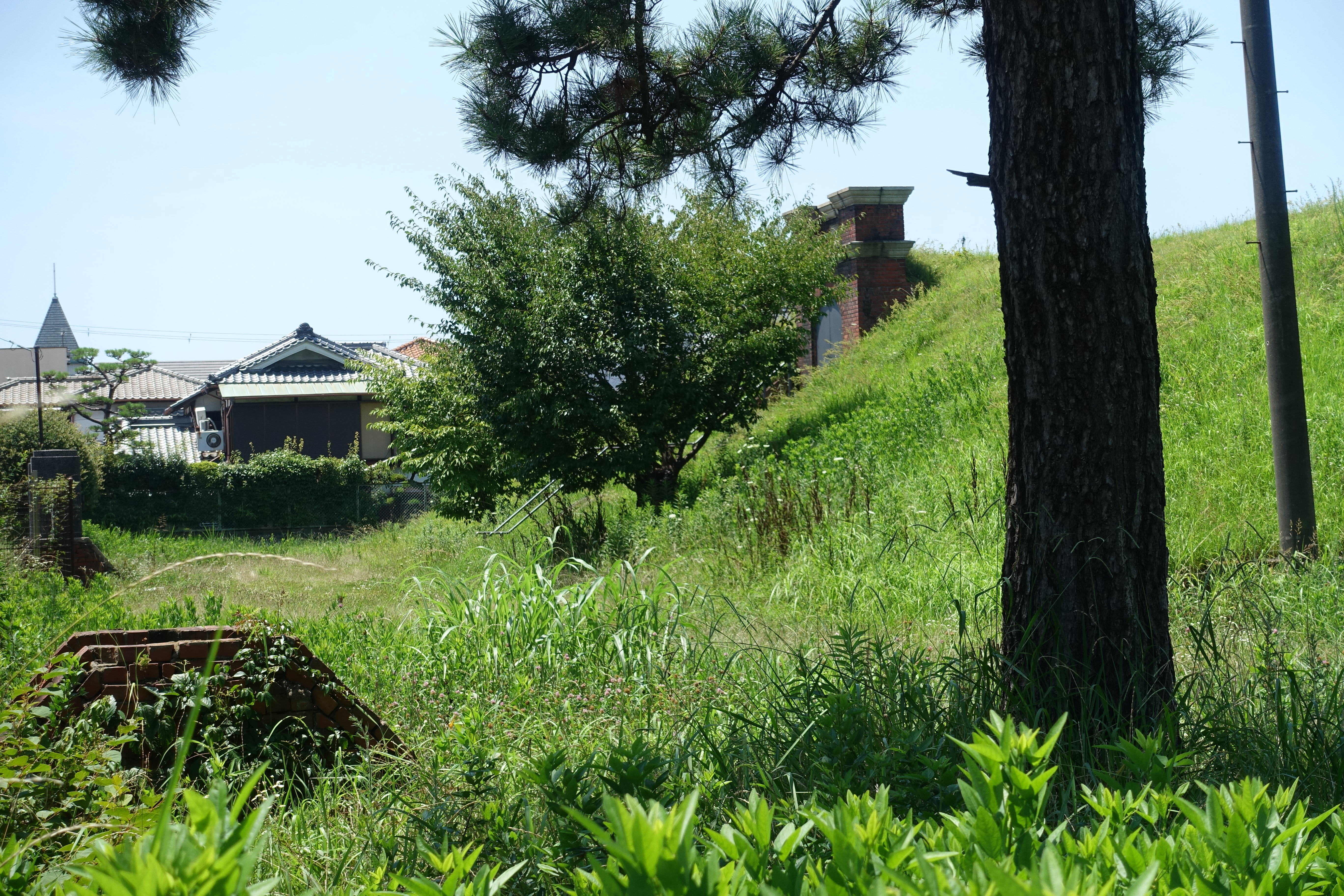
旧天王貯水池横から(入口跡と)
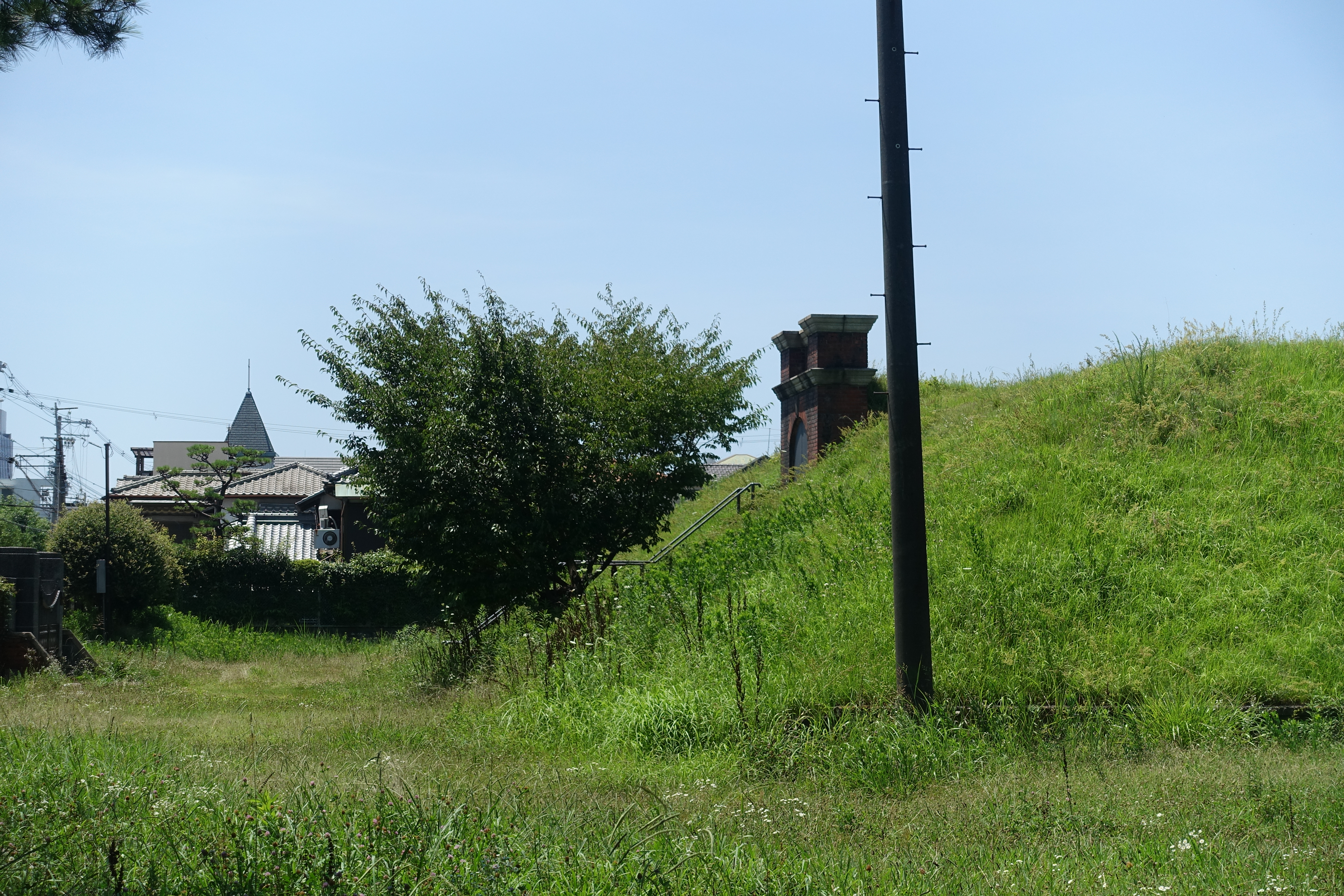
旧天王貯水池横から

### 書籍
- けやき通りまちづくりの会／著『「けやき通り物語」堺いちばんの美しい並木道』けやき通りまちづくりの会 歴史遺産活用委員会、2007年、11-12頁。
- 堺市榎土地区画整理組合／編『堺市榎土地区画整理組合誌＜続編＞』堺市榎土地区画整理組合、1989年、26頁。
- 堺市上下水道局／編集『堺市水道百年史』堺市上下水道局、2011年、71頁。

### 報告書
- 上村 雄彦「旧天王貯水池遺構保存運動の経緯について」2011年。
- 福田 晴虔「旧天王貯水池調査報告書」、大阪市立大学、1983年。
- 山形 政昭「旧天王貯水池の建築遺構について」、大阪芸術大学。